# Ontario Tower
De Ontario Tower is een luxe appartementen-torenflat in het gebied Canary Wharf in Londen. Het is de hoogste toren in Londen die bestemd is voor woongelegenheid. De toren stond op de derde plek in 2007 bij de Emporis Skyscraper Awards. De tweede plaats ging naar de Newton Suites in Singapore, maar de eerste plaats ging naar Het Strijkijzer in Den Haag.